# Judenmaß
Das sogenannte Judenmaß war ein süddeutsches, besonders bayrisches Glasmaß. Anwendung fand das Maß in den Glashütten und Spiegelmanufakturen in Bayern, wie zum Beispiel in Fürth, Schönbrunn, Lambach, Ludwigsthal, Grafenau, Klingenbrunn und die Althütte in Zwiesel. Auch andere Glashütten bis ins Böhmische waren mit dem Maß vertraut. 
Man unterschied in einfaches und doppeltes Judenmaß und in die sogenannten Zollgläser. Die Maßbezeichnung soll auf die jüdischen Händler und Hauptabnehmer dieser Ware zurückgehen. Umfangreiche Exporte gab es nach England und Frankreich, so dass man die Tafelgrößen in den Maßen dieser Länder angab. Das Brabanter Zoll war dem bayrischen Dezimalzoll fast gleich. Der Begriff Judenmaßspiegel war für Spiegel mit 11 Zoll mal 8 Zoll (einfach JM) und (doppeltes JM oder Bandel) hatte 16 mal 10 Zoll Abmessung.
Das Judenmaß war auch Grundlage zur Ermittlung der zur Verspiegelung benötigten Materialien, wie Quecksilber, Zinn und -folien und weitere Grundstoffe, aber auch zur Lohnbestimmung. Zur Vereinfachung der Größenfestlegung nutzte man das Additionsmaß, das heißt Länge und Breite der Spiegeltafeln wurde addiert.

## Einfaches Judenmaß
Zum einfachen Judenmaß rechnete man alle Spiegelglastafeln bis 9 mal 7 Zoll (Brabanter) oder  10 ½ mal 8 ½ Zoll (engl.) oder 10 mal 8 Zoll (französ.).
- 1 Kistchen = 60 Tafeln

## Doppeltes Judenmaß
Tafelabmessungen: 15 mal 9 Zoll (Brabanter) oder 17 mal 10 ½ Zoll (engl.) oder 16 mal 10 Zoll (französ.)
- 1 Kistchen = 30 Tafeln

## Zollgläser
Die Zollgläser waren breiter als 9 Zoll.